# Яндульский, Сергей Юрьевич
Серге́й Ю́рьевич Янду́льский (укр. Сергій Юрійович Яндульський; 1988, Ровно) — украинский военнослужащий, подполковник, участник российско-украинской войны. Герой Украины (2023).

## Биография
Родился в городе Ровно. До начала российской агрессии проживал там. В 2010 году вступил в ряды Вооружённых сил Украины, начав службу с должности командира взвода в разведывательном подразделении.
С 2014 года участвовал в боевых действиях на востоке Украины. С 24 февраля 2022 года находится на фронте. В июне 2022 года оказал первую помощь раненому солдату и эвакуировал его в безопасное место. В сентябре 2022 года получил огнестрельные ранения, но продолжил руководить боевыми действиями.

## Награды
- Звание «Герой Украины» с удостоением ордена «Золотая Звезда» (30 марта 2023) — за личное мужество и героизм, проявленные в защите государственного суверенитета и территориальной целостности Украины, верность военной присяге[1].
- Медаль «За военную службу Украине» (19 марта 2022) — за личное мужество и отвагу, проявленные в защите государственных интересов, укрепление обороноспособности и безопасности Украины[2].